# Cereália

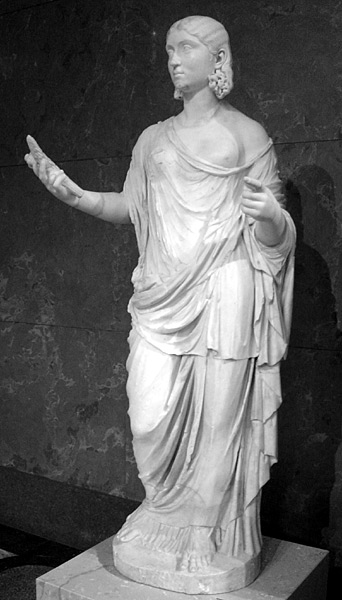
Estátua da deusa Ceres no Museu do Louvre em Paris

Cereália ou Ludi Ceriales ("jogos de Ceres") era um festival em honra a Ceres, deusa dos grãos e dos cereais, realizado na Roma Antiga. O festival foi instituído no século III a.C. e se iniciava no dia 12 de abril, tendo a duração de 7 dias. Pouco se sabe sobre a Cereália e os rituais de veneração a Ceres, devido à falta de estudos sobre o tema.

## O rapto de Prosérpina

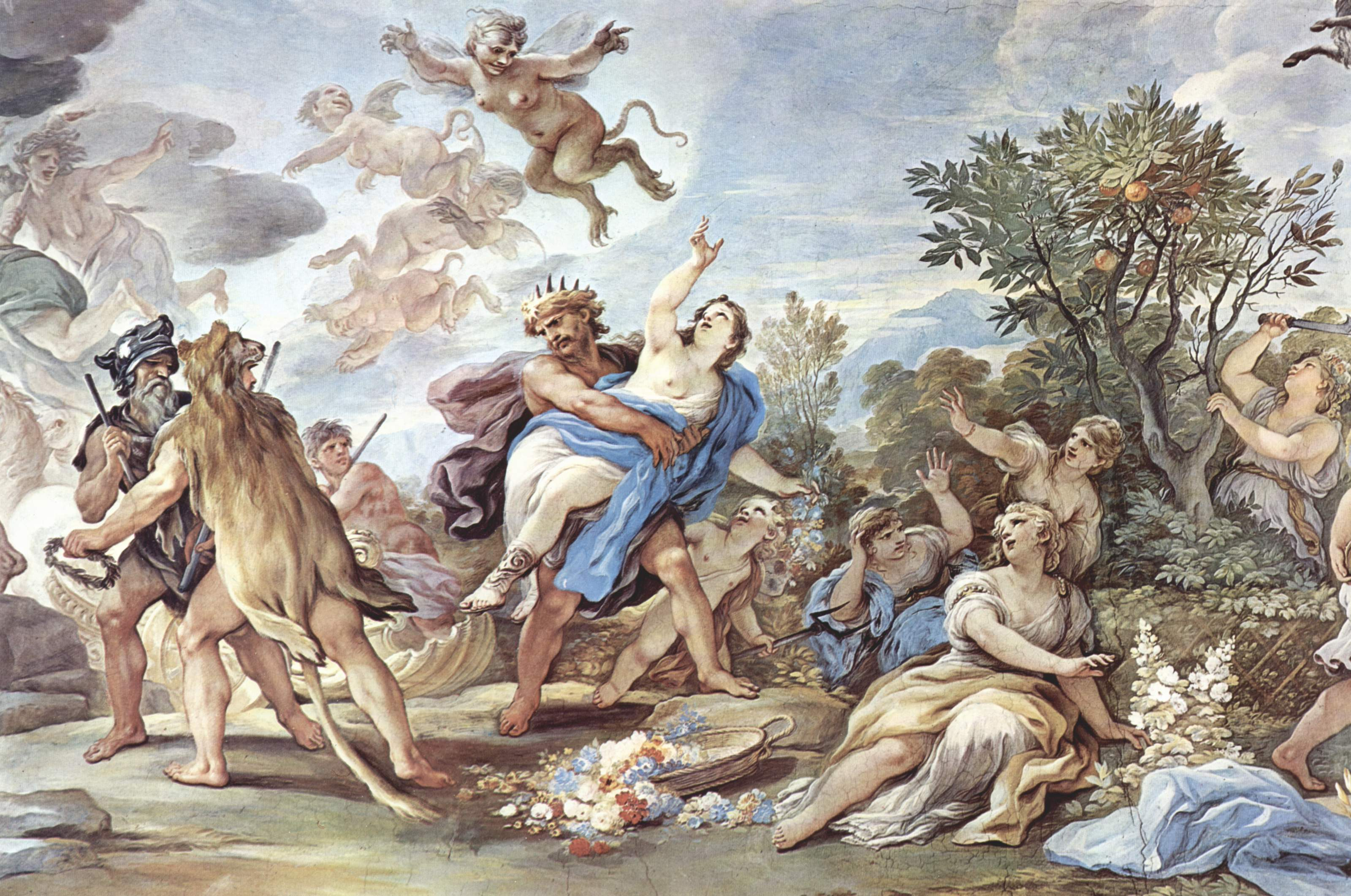
Representação do rapto de Prosérpina, de Luca Giordano

O rapto de Prosérpina, filha de Ceres e Júpiter, é retratado na obra Os Fastos, de Ovídio e é uma lenda muito conhecida da mitologia romana.
Enquanto esta deusa colhia flores em um campo, foi raptada por Plutão, tornando-se esposa dele. A obra de Ovídio conta o desespero de Ceres e a busca da deusa pela sua filha, que foi levada às profundezas da Terra. Diz-se que a deusa raptada não podia comer nada que lhe fosse oferecido, caso contrário nunca mais voltaria para casa. Entretanto, ela comeu sementes de romã, o que a prendeu definitivamente em seu cativeiro.
Zeus tentou convencer Plutão a devolver Prosérpina e, quando esta comeu as sementes, ele interferiu. Definiu que a deusa a partir de então passaria uma metade do ano com o marido (autor do rapto) e uma metade com a mãe Ceres.
O rapto de Prosérpina parece estar relacionado com o festival da Cereália[carece de fontes?].

## O festival
Os jogos de Ceres (ludi cereales) consistiam na busca por Prosérpina e eram representados por mulheres de branco correndo com tochas acesas. O festival celebrava a chegada da primavera e o fim do inverno. O período do inverno simbolizaria a parte do ano em que a deusa Prosérpina passava com o marido.
Além disso, os jogos geralmente apresentavam atividades variadas nas quais os cidadãos poderiam participar. Essas atividades consistiam em concursos literários e de conhecimentos gerais, assim como corridas de biga. 
A veneração da deusa Ceres está associada às camadas plebeias da sociedade que dominavam o comércio de cereais. Pouco se sabe sobre os rituais em honra a esta deusa e ao festival da Cereália.

## Ligações Externas
- MOTTA, Paschoal. Ovídio: Um Poeta Censurado e Exilado
- LOPES, Eliana da Cunha. Amor et dolor: Ovídiom o poeta elegíaco na urbs.. Escrito por Eliana da Cunha Lopes.